# Javier Ruiz Caldera
Javier Ruiz Caldera (Viladecans, 1976) è un regista spagnolo.

## Biografia
Javier Ruiz Calder diplomato all'ESCAC nel 2000, Javier produce due cortometraggi (Treitum e Diminutos del calvario) ma il suo vero esordio arriva nel 2009 con Spanish Movie.

## Filmografia

### Regista[3]
- Spanish Movie (2009)
- Ghost Academy (2012)
- Anacleto: agente segreto (2015)
- Malnazidos - Nella valle della morte (2020)
- Storia di un uomo d'azione (2022)